# مايك والاس (لاعب كرة قاعدة)
مايك والاس (بالإنجليزية: Mike Wallace) هو لاعب كرة قاعدة أمريكي، ولد في 3 فبراير 1951 في غاستونيا في الولايات المتحدة.

## وصلات خارجية
- مايك والاس على موقع دوري كرة القاعدة الرئيسي (الإنجليزية)
- مايك والاس على موقعبيزبول رفرنس.كوم (الدوري الرئيسي) (الإنجليزية)
- مايك والاس على موقعبيزبول رفرنس.كوم (الدوري الثانوي) (الإنجليزية)